# 德木吹
德木吹（?—?），喀尔喀蒙古赛音诺颜部人，博尔济吉特氏。清朝蒙古王公，第十代赛音诺颜亲王。达延汗巴图蒙克、格哷森札札赉尔、图蒙肯、善巴后裔，赛音诺颜亲王朋楚克達什之孙，车林多尔济之子。
咸丰三年（1853年），车林多尔济去世，德木吹袭封赛因诺颜札萨克亲王。在任期间参与抵御新疆、甘肃的回乱。同治十年（1871年）十二月辛酉，德木吹堂弟车林端多布袭爵赛因诺颜扎萨克亲王。